# Pseudomurraytrema copulatum
Pseudomurraytrema copulatum är en plattmaskart. Pseudomurraytrema copulatum ingår i släktet Pseudomurraytrema och familjen Dactylogyridae. Inga underarter finns listade i Catalogue of Life.